# Riflesso palmo-mentoniero
Il riflesso palmo-mentoniero (RPM), noto anche come riflesso di Marinescu-Radovici, è un riflesso neonatale, ovvero uno di quei riflessi indicati come normalmente presenti all'atto della nascita.

## Storia
I medici rumeni G. Marinescu e A. Radovici hanno riscontrato per primi tale forma di riflesso, nel 1920.

## Manifestazioni
Sfregando il palmo della mano del bambino si osserva la rotazione del capo del bambino verso il lato stimolato o l'apertura della bocca se vengono stimolati entrambi i palmi. 

## Patologie correlate
Il riflesso può essere presente anche in età adulta, una sua risposta esagerata è segno clinico di patologie a carico dell'area prefrontale, ipertensione endocranica, tetano latente, paresi facciale centrale e sclerosi laterale amiotrofica (SLA).